# 1958
Il 1958 (MCMLVIII in numeri romani) è un anno  del XX secolo.

## Eventi

### Gennaio
- 1º gennaio – entra in vigore il Trattato di Roma, istitutivo delle Comunità Economica Europea (CEE) e Comunità Europea dell'Energia Atomica (EURATOM), firmato da sei paesi europei: Italia, Francia, Germania, Belgio, Paesi Bassi e Lussemburgo.
- 3 gennaio - Il Baronetto Sir Edmund Hillary raggiunge per la prima volta il Polo Sud via terra, dopo settecento miglia di marcia in otto giorni.
- 4 gennaio – il satellite artificiale sovietico Sputnik 1 si disintegra a causa dell'attrito al rientro nell'atmosfera.
- 10 gennaio – il Marocco e la Tunisia aderiscono alla Lega araba.

### Febbraio
- 1º febbraio
  - Dall'unione politica di Egitto e Siria nasce la Repubblica Araba Unita, RAU.
  - Domenico Modugno vince in coppia con Johnny Dorelli l'8º Festival di Sanremo con la canzone Nel blu dipinto di blu, universalmente poi conosciuta e tradotta col titolo Volare.
  - La NASA lancia nello spazio il suo primo satellite artificiale, Explorer 1.
- 6 febbraio – nel tentativo di decollare dall'aeroporto di Monaco di Baviera, un aereo di linea si schianta tranciando la recinzione della zona aeroportuale. Muoiono 23 persone, fra cui otto giocatori del Manchester United e otto giornalisti al seguito della squadra (dopo il pareggio per 3-3 ottenuto a Belgrado contro la Stella Rossa in una sfida valida per la Coppa dei Campioni 1957-1958).
- 20 febbraio – Italia: viene approvata la legge Merlin che dichiara illegali le case di tolleranza, la cui chiusura definitiva avverrà nel settembre successivo.
- 27 febbraio – Milano: sette banditi che indossano tute blu, bloccano il furgone della Banca popolare di Milano in via Osoppo e, senza spargimento di sangue, si impossessano di oltre 100 milioni di lire in contanti e 600 in titoli ed assegni. Per le sue modalità e l'entità del bottino l'episodio viene considerato la prima rapina metropolitana avvenuta in Italia e ha grande risalto nella stampa italiana.

### Marzo
- Italia: Il Gattopardo di Giuseppe Tomasi di Lampedusa viene pubblicato postumo dalla Casa editrice Feltrinelli.
- 12 marzo – la Francia vince l'Eurovision Song Contest, ospitato a Hilversum, Paesi Bassi.
- 13 marzo – Italia: con la legge n. 296, per scorporo dal Ministero dell'Interno, viene istituito il Ministero della sanità.

### Aprile
- 6 aprile – Persia: lo scià Reza Pahlevi ripudia la moglie Soraya.
- 15 aprile – Francia: il governo di Félix Gaillard rassegna le dimissioni.
- 27-30 aprile – Marocco: nella Conferenza di Tangeri, Marocco e Tunisia manifestano il loro sostegno al Fronte di Liberazione Nazionale algerino.

### Maggio
- Algeria: grave crisi politica nel paese; viene proclamato lo stato d'emergenza.
- 25 maggio – Italia: elezioni politiche; si afferma la Democrazia Cristiana.

### Giugno
- 16 giugno – Ungheria: Imre Nagy e Pál Maléter vengono impiccati a Budapest.
- 29 giugno – ai mondiali di calcio in Svezia, la nazionale di calcio del Brasile vince per la prima volta il titolo mondiale, battendo in finale i padroni di casa per 5-2.

### Luglio
- 1º luglio – Italia: giuramento del secondo governo presieduto da Amintore Fanfani.
- 9 luglio – Alaska: uno tsunami anomalo si abbatte sull'Alaska. L'altezza massima dell'onda è di 525 metri.
- 14 luglio – Iraq: colpo di Stato militare; alla guida del paese viene nominato il generale Abdul Karim Kassem.
- 29 luglio – Stati Uniti: il presidente Dwight D. Eisenhower costituisce la National Aeronautic and Space Administration (NASA).

### Settembre
- 1º settembre – l'invasione delle acque del Regno Unito da parte dell'Islanda fa nascere la guerra del merluzzo.
- 19 settembre – Al Cairo, l'FLN costituisce ufficialmente il GPRA, Gouvernement Provisionel de la République Algérienne.
- 20 settembre – Italia: entra in vigore la legge Merlin.
- 24 settembre – Mina, cantante dilettante diciottenne, viene scoperta da Natalino Otto e Flo Sandon's.
- 28 settembre – Francia: con un referendum viene approvata la nuova Costituzione. Nel paese è istituita la Repubblica semipresidenziale.
- 30 settembre – Monaco di Baviera: s'iniziano le Olimpiadi degli scacchi, tredicesima edizione della competizione organizzata dalla FIDE.

### Ottobre
- 9 ottobre – nella residenza papale di  Castel Gandolfo, in provincia di Roma, muore Papa Pio XII.
- 17 ottobre – ha inizio la costruzione del sottomarino nucleare sovietico K-19.
- 23 ottobre
  - lo scrittore sovietico Borís Pasternàk vince il premio Nobel per la letteratura. Sarà costretto dalle autorità politiche del suo paese a rinunciarvi.
  - Viene pubblicato I Puffi di Peyo.
- 28 ottobre – Roma: a sorpresa, è eletto papa l'anziano cardinale Angelo Giuseppe Roncalli, già Patriarca di Venezia, il quale assume il nome di Giovanni XXIII.

### Novembre
- Francia: il partito di Charles De Gaulle, il Rassemblement du Peuple Français, ottiene la maggioranza relativa.
- 1º novembre – Borgo Sabotino (Latina): inizia la costruzione della centrale nucleare di Latina. Sarà la prima centrale nucleare ad entrare in funzione in Italia.
- 5 novembre – lo strip-tease di Aïché Nana dà inizio alla Dolce vita.

### Dicembre
- Italia: su ordine del Sant'Uffizio viene ritirato il libro di don Lorenzo Milani, Esperienze pastorali.
- 7 dicembre – inaugurazione del primo tratto dell'Autostrada del Sole, da Milano a Parma.
- 21 dicembre – Francia: dopo la vittoria alle elezioni di novembre, De Gaulle viene eletto Presidente della Repubblica.
- 31 dicembre – Cuba: il capo di Stato Fulgencio Batista fugge dal paese.

## Nati
Ci sono circa 3 390 voci su persone nate nel 1958; vedi la pagina Nati nel 1958 per un elenco descrittivo o la categoria Nati nel 1958 per un indice alfabetico.

## Morti
Ci sono circa 980 voci su persone morte nel 1958; vedi la pagina Morti nel 1958 per un elenco descrittivo o la categoria Morti nel 1958 per un indice alfabetico.

## Calendario
| Calendario 1958 | Calendario 1958 | Calendario 1958 | Calendario 1958 | Calendario 1958 | Calendario 1958 | Calendario 1958 | Calendario 1958 | Calendario 1958 | Calendario 1958 | Calendario 1958 | Calendario 1958 | Calendario 1958 | Calendario 1958 | Calendario 1958 | Calendario 1958 | Calendario 1958 | Calendario 1958 | Calendario 1958 | Calendario 1958 | Calendario 1958 | Calendario 1958 | Calendario 1958 | Calendario 1958 | Calendario 1958 | Calendario 1958 | Calendario 1958 | Calendario 1958 | Calendario 1958 | Calendario 1958 | Calendario 1958 | Calendario 1958 | Calendario 1958 |
| --------------- | --------------- | --------------- | --------------- | --------------- | --------------- | --------------- | --------------- | --------------- | --------------- | --------------- | --------------- | --------------- | --------------- | --------------- | --------------- | --------------- | --------------- | --------------- | --------------- | --------------- | --------------- | --------------- | --------------- | --------------- | --------------- | --------------- | --------------- | --------------- | --------------- | --------------- | --------------- | --------------- |
|                 | 1               | 2               | 3               | 4               | 5               | 6               | 7               | 8               | 9               | 10              | 11              | 12              | 13              | 14              | 15              | 16              | 17              | 18              | 19              | 20              | 21              | 22              | 23              | 24              | 25              | 26              | 27              | 28              | 29              | 30              | 31              |                 |
| Gennaio         | Me              | Gi              | Ve              | Sa              | Do              | Lu              | Ma              | Me              | Gi              | Ve              | Sa              | Do              | Lu              | Ma              | Me              | Gi              | Ve              | Sa              | Do              | Lu              | Ma              | Me              | Gi              | Ve              | Sa              | Do              | Lu              | Ma              | Me              | Gi              | Ve              |                 |
| Febbraio        | Sa              | Do              | Lu              | Ma              | Me              | Gi              | Ve              | Sa              | Do              | Lu              | Ma              | Me              | Gi              | Ve              | Sa              | Do              | Lu              | Ma              | Me              | Gi              | Ve              | Sa              | Do              | Lu              | Ma              | Me              | Gi              | Ve              |                 |                 |                 |                 |
| Marzo           | Sa              | Do              | Lu              | Ma              | Me              | Gi              | Ve              | Sa              | Do              | Lu              | Ma              | Me              | Gi              | Ve              | Sa              | Do              | Lu              | Ma              | Me              | Gi              | Ve              | Sa              | Do              | Lu              | Ma              | Me              | Gi              | Ve              | Sa              | Do              | Lu              |                 |
| Aprile          | Ma              | Me              | Gi              | Ve              | Sa              | Do              | Lu              | Ma              | Me              | Gi              | Ve              | Sa              | Do              | Lu              | Ma              | Me              | Gi              | Ve              | Sa              | Do              | Lu              | Ma              | Me              | Gi              | Ve              | Sa              | Do              | Lu              | Ma              | Me              |                 |                 |
| Maggio          | Gi              | Ve              | Sa              | Do              | Lu              | Ma              | Me              | Gi              | Ve              | Sa              | Do              | Lu              | Ma              | Me              | Gi              | Ve              | Sa              | Do              | Lu              | Ma              | Me              | Gi              | Ve              | Sa              | Do              | Lu              | Ma              | Me              | Gi              | Ve              | Sa              |                 |
| Giugno          | Do              | Lu              | Ma              | Me              | Gi              | Ve              | Sa              | Do              | Lu              | Ma              | Me              | Gi              | Ve              | Sa              | Do              | Lu              | Ma              | Me              | Gi              | Ve              | Sa              | Do              | Lu              | Ma              | Me              | Gi              | Ve              | Sa              | Do              | Lu              |                 |                 |
| Luglio          | Ma              | Me              | Gi              | Ve              | Sa              | Do              | Lu              | Ma              | Me              | Gi              | Ve              | Sa              | Do              | Lu              | Ma              | Me              | Gi              | Ve              | Sa              | Do              | Lu              | Ma              | Me              | Gi              | Ve              | Sa              | Do              | Lu              | Ma              | Me              | Gi              |                 |
| Agosto          | Ve              | Sa              | Do              | Lu              | Ma              | Me              | Gi              | Ve              | Sa              | Do              | Lu              | Ma              | Me              | Gi              | Ve              | Sa              | Do              | Lu              | Ma              | Me              | Gi              | Ve              | Sa              | Do              | Lu              | Ma              | Me              | Gi              | Ve              | Sa              | Do              |                 |
| Settembre       | Lu              | Ma              | Me              | Gi              | Ve              | Sa              | Do              | Lu              | Ma              | Me              | Gi              | Ve              | Sa              | Do              | Lu              | Ma              | Me              | Gi              | Ve              | Sa              | Do              | Lu              | Ma              | Me              | Gi              | Ve              | Sa              | Do              | Lu              | Ma              |                 |                 |
| Ottobre         | Me              | Gi              | Ve              | Sa              | Do              | Lu              | Ma              | Me              | Gi              | Ve              | Sa              | Do              | Lu              | Ma              | Me              | Gi              | Ve              | Sa              | Do              | Lu              | Ma              | Me              | Gi              | Ve              | Sa              | Do              | Lu              | Ma              | Me              | Gi              | Ve              |                 |
| Novembre        | Sa              | Do              | Lu              | Ma              | Me              | Gi              | Ve              | Sa              | Do              | Lu              | Ma              | Me              | Gi              | Ve              | Sa              | Do              | Lu              | Ma              | Me              | Gi              | Ve              | Sa              | Do              | Lu              | Ma              | Me              | Gi              | Ve              | Sa              | Do              |                 |                 |
| Dicembre        | Lu              | Ma              | Me              | Gi              | Ve              | Sa              | Do              | Lu              | Ma              | Me              | Gi              | Ve              | Sa              | Do              | Lu              | Ma              | Me              | Gi              | Ve              | Sa              | Do              | Lu              | Ma              | Me              | Gi              | Ve              | Sa              | Do              | Lu              | Ma              | Me              |                 |

## Premi Nobel
- per la Pace: Georges Pire
- per la Letteratura: Borís Leonídovič Pasternàk
- per la Medicina: George Wells Beadle, Joshua Lederberg, Edward Lawrie Tatum
- per la Fisica: Pavel Alekseyevich Cherenkov, Il'ja Mikhailovich Frank, Igor Yevgenyevich Tamm
- per la Chimica: Frederick Sanger